# Firas Abdullah
Firas Abdullah est un photographe et journaliste syrien né en 1994. Originaire de Douma, dans la Ghouta orientale, il est réfugié en France depuis décembre 2018.

## Biographie
Lorsque la révolution syrienne commence en 2011, Firas Abdullah est lycéen à Douma, dans la Ghouta orientale, banlieue nord-ouest de Damas. Il rejoint les manifestations dans la ville de Douma et filme ce qui s'y passe, car très rapidement, les manifestations sont réprimées de manière sanglante. Il indique vouloir documenter et montrer la réalité afin de lutter contre la propagande du régime syrien, qui affirme s'en prendre à des « terroristes » et non à des populations civiles.
En 2012, inscrit à l'université de Damas, il doit passer des barrages de l'armée, aussi pour éviter d'être arrêté et enrôlé dans l'armée, il renonce à ses études. Après plusieurs déplacements dans Damas et sa banlieue au gré des combats, il retourne à Douma en mars 2013. La région est assiégée par les Forces armées syriennes — siège qualifié de barbare et médiéval par l'ONU — d'octobre 2013 à avril 2018,. Il rejoint le comité local de coordination.
En avril 2018, lorsque le régime syrien reprend l'enclave et signe un accord avec le groupe armé Jaych al-Islam, Firas Abdullah est contraint de quitter la région pour ne pas être arrêté en raison de son militantisme médiatique sur le terrain contre le régime syrien et de sa documentation d'exactions. Il est déplacé, avec des milliers de civils, ainsi que des rebelles, vers la région d'Idlib, au nord de la Syrie. Il passe ensuite illégalement en Turquie,, avant d'arriver en France en décembre 2018, où il demande l'asile, apprend le français puis effectue des études de journalisme et obtient le statut de réfugié politique.

## Carrière
Firas Abdullah filme les manifestations et la vie quotidienne avec son téléphone portable puis s'équipe et se forme à la photographie et à la vidéo. Il publie ce qu'il documente sur les réseaux sociaux et s'y exprime également en anglais, afin d'alerter sur les conditions de vie des habitants assiégés et sur la situation humanitaire,. La zone étant inaccessible aux journalistes étrangers, des médias anglophones et internationaux suivent ses publications puis le contactent afin de publier ses photographies,, l'interviewer, ou lui demander de réaliser des reportages, notamment Middle East Monitor, Deutsche Welle, le Guardian ou BBC World News,,. Il couvre de nombreux bombardements et frappes aériennes sur Douma,,, ; son travail permet également de documenter de probables crimes de guerre : utilisation d'armes chimiques,,, d'armes incendiaires, et d'armes à sous-munitions sur des zones résidentielles de la ville.
En 2017, avec des amis, il crée le Ghouta Media Center, qui regroupe des citoyens-journalistes et activistes média indépendants afin de collecter les informations et les images des différentes villes de la Ghouta orientale ; c'est l’un des principaux médias activistes indépendants du régime et des groupes armés,.
À partir de 2016, ses photographies sont exposées en Italie, en Allemagne, en Australie et en France,,,.